# Motya illegitima
Motya illegitima är en fjärilsart som beskrevs av Dyar 1914. Motya illegitima ingår i släktet Motya och familjen trågspinnare. Inga underarter finns listade i Catalogue of Life.